# Super Formula seizoen 2023
Het Super Formula seizoen 2023 was het 37e seizoen van het belangrijkste Japanse formulewagenkampioenschap. Tomoki Nojiri was de verdedigend kampioen uit 2022, waarin Team Mugen kampioen in het teamklassement werd.
Ritomo Miyata werd kampioen met twee overwinningen. Hij stelde zijn titel veilig met een podiumfinish in de seizoensfinale op de Suzuka International Racing Course. Het Team Mugen, waar nummers twee en drie Liam Lawson en Tomoki Nojiri voor uitkwamen, werd kampioen in het teamklassement.

## Teams en coureurs
| Team                         | Nr. | Coureur             | Motor  | Rondes   |
| ---------------------------- | --- | ------------------- | ------ | -------- |
| Team Mugen                   | 1   | Tomoki Nojiri       | Honda  | 1-3, 5-9 |
| Team Mugen                   | 1   | Hiroki Otsu         | Honda  | 4        |
| Team Mugen                   | 15  | Liam Lawson         | Honda  | Alle     |
| Kondō Racing                 | 3   | Kenta Yamashita     | Toyota | Alle     |
| Kondō Racing                 | 4   | Kazuto Kotaka       | Toyota | Alle     |
| Docomo Team Dandelion Racing | 5   | Tadasuke Makino     | Honda  | Alle     |
| Docomo Team Dandelion Racing | 6   | Kakunoshin Ohta     | Honda  | Alle     |
| Kids com Team KCMG           | 7   | Kamui Kobayashi     | Toyota | Alle     |
| Kids com Team KCMG           | 18  | Yuji Kunimoto       | Toyota | Alle     |
| ThreeBond Racing             | 12  | Nirei Fukuzumi      | Honda  | Alle     |
| docomo business ROOKIE       | 14  | Kazuya Oshima       | Toyota | Alle     |
| Itochu Enex Team Impul       | 19  | Yuhi Sekiguchi      | Toyota | Alle     |
| Itochu Enex Team Impul       | 20  | Ryō Hirakawa        | Toyota | Alle     |
| Vantelin Team TOM'S          | 36  | Giuliano Alesi      | Toyota | 1-5      |
| Vantelin Team TOM'S          | 36  | Ukyo Sasahara       | Toyota | 6-9      |
| Vantelin Team TOM'S          | 37  | Ritomo Miyata       | Toyota | Alle     |
| P.mu/Cerumo・INGING          | 38  | Sho Tsuboi          | Toyota | Alle     |
| P.mu/Cerumo・INGING          | 39  | Sena Sakaguchi      | Toyota | Alle     |
| B-Max Racing                 | 50  | Nobuharu Matsushita | Honda  | Alle     |
| B-Max Racing                 | 51  | Raoul Hyman         | Honda  | Alle     |
| TGM Grand Prix               | 53  | Toshiki Oyu         | Honda  | 1-5, 7   |
| TGM Grand Prix               | 53  | Hiroki Otsu         | Honda  | 6        |
| TGM Grand Prix               | 53  | Riki Okusa          | Honda  | 8-9      |
| TGM Grand Prix               | 55  | Cem Bölükbaşı       | Honda  | Alle     |
| TCS Nakajima Racing          | 64  | Naoki Yamamoto      | Honda  | 1-7      |
| TCS Nakajima Racing          | 64  | Hiroki Otsu         | Honda  | 8-9      |
| TCS Nakajima Racing          | 65  | Ren Sato            | Honda  | Alle     |

## Races
| Ronde | Circuit                            | Datum       | Pole position   | Snelste ronde  | Winnaar         | Team                         |
| ----- | ---------------------------------- | ----------- | --------------- | -------------- | --------------- | ---------------------------- |
| 1     | Fuji Speedway                      | 8 april     | Tomoki Nojiri   | Liam Lawson    | Liam Lawson     | Team Mugen                   |
| 2     | Fuji Speedway                      | 9 april     | Tomoki Nojiri   | Toshiki Oyu    | Tomoki Nojiri   | Team Mugen                   |
| 3     | Suzuka International Racing Course | 23 april    | Toshiki Oyu     | Ritomo Miyata  | Ritomo Miyata   | Vantelin Team TOM'S          |
| 4     | Autopolis                          | 21 mei      | Sho Tsuboi      | Sho Tsuboi     | Liam Lawson     | Team Mugen                   |
| 5     | Sportsland SUGO                    | 18 juni     | Toshiki Oyu     | Liam Lawson    | Ritomo Miyata   | Vantelin Team TOM'S          |
| 6     | Fuji Speedway                      | 16 juli     | Tadasuke Makino | Ryō Hirakawa   | Liam Lawson     | Team Mugen                   |
| 7     | Twin Ring Motegi                   | 20 augustus | Tomoki Nojiri   | Ryō Hirakawa   | Tomoki Nojiri   | Team Mugen                   |
| 8     | Suzuka International Racing Course | 28 oktober  | Tomoki Nojiri   | Ritomo Miyata  | Tomoki Nojiri   | Team Mugen                   |
| 9     | Suzuka International Racing Course | 29 oktober  | Liam Lawson     | Yuhi Sekiguchi | Kakunoshin Ohta | Docomo Team Dandelion Racing |

## Kampioenschap

### Puntensysteem
Race
| Positie | 1e | 2e | 3e | 4e | 5e | 6e | 7e | 8e | 9e | 10e |
| Punten  | 20 | 15 | 11 | 8  | 6  | 5  | 4  | 3  | 2  | 1   |

Kwalificatie
| Positie | 1e | 2e | 3e |
| Punten  | 3  | 2  | 1  |

- Coureurs vertrekkend van pole-position zijn vetgedrukt.
- Coureurs met de snelste raceronde in cursief.
- Coureurs die eerste, tweede en derde werden in de kwalificatie worden aangeduid met 1, 2 en 3. Deze punten tellen enkel mee voor het kampioenschap bij de coureurs.

† Coureur uitgevallen, maar wel geklasseerd omdat er meer dan 75% van de raceafstand werd afgelegd.
- Voor de eerste race van het tweede weekend op de Suzuka International Racing Course werden halve punten uitgereikt omdat minder dan 75% van de geplande raceafstand was afgelegd.

### Coureurs
| Pos | Coureur             | FUJ | FUJ | SUZ  | AUT | SUG  | FUJ | MOT  | SUZ | SUZ | Punten |
| --- | ------------------- | --- | --- | ---- | --- | ---- | --- | ---- | --- | --- | ------ |
| 1   | Ritomo Miyata       | 52  | 42  | 1    | 2   | 12   | 3   | 4    | 2   | 3   | 114,5  |
| 2   | Liam Lawson         | 13  | 5   | 4    | 12  | 5    | 12  | 133  | 6   | 21  | 106,5  |
| 3   | Tomoki Nojiri       | 21  | 1   | DNF3 |     | 23   | 8   | 1    | 1   | 43  | 106    |
| 4   | Sho Tsuboi          | DNF | 2   | 2    | 31  | 7    | 11  | DNF  | 5   | 5   | 59     |
| 5   | Ryō Hirakawa        | 3   | 21† | 3    | 5   | 11   | 4   | 2    | 7   | 6   | 58     |
| 6   | Tadasuke Makino     | 14  | 8   | 15   | 6   | 3    | 21  | DNF  | 43  | 10  | 43     |
| 7   | Kakunoshin Ohta     | 15  | 19  | 17   | 18  | 15   | 63  | DNF2 | 3   | 12  | 35,5   |
| 8   | Kenta Yamashita     | DNF | 3   | 5    | 4   | 8    | 17  | 9    | 11  | 9   | 32     |
| 9   | Toshiki Oyu         | 7   | 203 | DNF1 | DNF | DNF1 |     | 3    |     |     | 22     |
| 10  | Ren Sato            | 6   | 9   | DNS  | 7   | 12   | 5   | 16   | 10  | DNF | 17,5   |
| 11  | Kamui Kobayashi     | DNF | 6   | 14   | 11  | 6    | 9   | 7    | 8   | 17  | 17,5   |
| 12  | Sena Sakaguchi      | 17  | 10  | 6    | 203 | 10   | 10  | 5    | 14  | 11  | 15     |
| 13  | Naoki Yamamoto      | 4   | 15  | 11   | 9   | 13   | 7   | DNF  |     |     | 14     |
| 14  | Kazuya Oshima       | 9   | 11  | 13   | 12  | 4    | 12  | 8    | 19  | 14  | 13     |
| 15  | Kazuto Kotaka       | 10  | 14  | 7    | 19  | 14   | 14  | 6    | 15  | 12  | 10     |
| 16  | Nirei Fukuzumi      | DNF | 7   | 10   | 8   | 16   | 16  | 14   | 9   | DNF | 9      |
| 17  | Yuji Kunimoto       | 12  | 16  | 16   | 10  | 9    | 15  | 10   | 16  | 8   | 7      |
| 18  | Cem Bölükbaşı       | 8   | 17  | 9    | 15  | 17   | 18  | 11   | 20  | 15  | 5      |
| 19  | Nobuharu Matsushita | 13  | 12  | 12   | DNF | DNF  | 13  | DNF  | 13  | 7   | 4      |
| 20  | Giuliano Alesi      | DNF | DNF | 8    | 13  | DNF  |     |      |     |     | 3      |
| 21  | Yuhi Sekiguchi      | 11  | 13  | 19   | 18  | DNF  | 20  | DNF  | 12  | 16  | 0      |
| 22  | Ukyo Sasahara       |     |     |      |     |      | 19  | 12   | 22  | WD  | 0      |
| 23  | Riki Okusa          |     |     |      |     |      |     |      | 18  | 13  | 0      |
| 24  | Hiroki Otsu         |     |     |      | 14  |      | 21† |      | 17  | WD  | 0      |
| 25  | Raoul Hyman         | 16  | 18  | 18   | 17  | 18   | DNF | 15   | 21  | 18  | 0      |
| Pos | Coureur             | FUJ | FUJ | SUZ  | AUT | SUG  | FUJ | MOT  | SUZ | SUZ | Punten |

| Resultaat                     |
| ----------------------------- |
| Winnaar                       |
| Tweede plaats                 |
| Derde plaats                  |
| Gefinisht (punten)            |
| Gefinisht (geen punten)       |
| Niet geklasseerd (NC)         |
| Uitgevallen (DNF)             |
| Niet gekwalificeerd (DNQ)     |
| Gediskwalificeerd (DSQ)       |
| Niet gestart (DNS)            |
| Gewond (INJ)                  |
| Uitgesloten (EX)              |
| Teruggetrokken (WD)           |
| Niet deelgenomen (blanco cel) |
| vetgedrukt (pole position)    |
| cursief (snelste ronde)       |

### Teams
| Pos | Team                         | No. | FUJ | FUJ | SUZ | AUT | SUG | FUJ | MOT | SUZ | SUZ | Punten |
| --- | ---------------------------- | --- | --- | --- | --- | --- | --- | --- | --- | --- | --- | ------ |
| 1   | Team Mugen                   | 1   | 2   | 1   | DNF | 14  | 2   | 8   | 1   | 1   | 4   | 188,5  |
| 1   | Team Mugen                   | 15  | 1   | 5   | 4   | 1   | 5   | 1   | 13  | 6   | 2   | 188,5  |
| 2   | Vantelin Team TOM'S          | 36  | DNF | DNF | 8   | 13  | DNF | 19  | 12  | 22  | WD  | 109,5  |
| 2   | Vantelin Team TOM'S          | 37  | 5   | 4   | 1   | 2   | 1   | 3   | 4   | 2   | 3   | 109,5  |
| 3   | Docomo Team Dandelion Racing | 5   | 14  | 8   | 15  | 6   | 3   | 2   | DNF | 4   | 10  | 69,5   |
| 3   | Docomo Team Dandelion Racing | 6   | 15  | 19  | 17  | 18  | 15  | 6   | DNF | 3   | 1   | 69,5   |
| 4   | P.mu/cerumo・INGING          | 38  | DNF | 2   | 2   | 3   | 7   | 11  | DNF | 5   | 5   | 68     |
| 4   | P.mu/cerumo・INGING          | 39  | 17  | 10  | 6   | 20  | 10  | 10  | 5   | 14  | 11  | 68     |
| 5   | Itochu Enex Team Impul       | 19  | 11  | 13  | 19  | 18  | DNF | 20  | DNF | 12  | 16  | 58     |
| 5   | Itochu Enex Team Impul       | 20  | 3   | 21† | 3   | 5   | 11  | 4   | 2   | 7   | 6   | 58     |
| 6   | Kondō Racing                 | 3   | DNF | 3   | 5   | 4   | 8   | 17  | 9   | 11  | 9   | 42     |
| 6   | Kondō Racing                 | 4   | 10  | 14  | 7   | 19  | 14  | 14  | 6   | 15  | 12  | 42     |
| 7   | TCS Nakajima Racing          | 64  | 4   | 15  | 11  | 9   | 13  | 7   | DNF | 17  | WD  | 31,5   |
| 7   | TCS Nakajima Racing          | 65  | 6   | 9   | DNS | 7   | 12  | 5   | 16  | 10  | DNF | 31,5   |
| 8   | Kids com Team KCMG           | 7   | DNF | 6   | 14  | 11  | 6   | 10  | 7   | 8   | 17  | 24,5   |
| 8   | Kids com Team KCMG           | 18  | 12  | 16  | 16  | 10  | 9   | 15  | 10  | 16  | 8   | 24,5   |
| 9   | TGM Grand Prix               | 53  | 7   | 20  | DNF | DNF | DNF | 21† | 3   | 18  | 13  | 20     |
| 9   | TGM Grand Prix               | 55  | 8   | 17  | 9   | 15  | 17  | 18  | 11  | 20  | 15  | 20     |
| 10  | docomo business ROOKIE       | 14  | 9   | 11  | 13  | 12  | 4   | 12  | 8   | 19  | 14  | 13     |
| 11  | ThreeBond Racing             | 12  | DNF | 7   | 10  | 8   | 16  | 16  | 14  | 9   | DNF | 9      |
| 12  | B-Max Racing                 | 50  | 13  | 12  | 12  | DNF | DNF | 13  | DNF | 13  | 7   | 4      |
| 12  | B-Max Racing                 | 51  | 16  | 18  | 18  | 17  | 18  | DNF | 15  | 21  | 18  | 4      |
| Pos | Team                         | No. | FUJ | FUJ | SUZ | AUT | SUG | FUJ | MOT | SUZ | SUZ | Punten |

| Resultaat                     |
| ----------------------------- |
| Winnaar                       |
| Tweede plaats                 |
| Derde plaats                  |
| Gefinisht (punten)            |
| Gefinisht (geen punten)       |
| Niet geklasseerd (NC)         |
| Uitgevallen (DNF)             |
| Niet gekwalificeerd (DNQ)     |
| Gediskwalificeerd (DSQ)       |
| Niet gestart (DNS)            |
| Gewond (INJ)                  |
| Uitgesloten (EX)              |
| Teruggetrokken (WD)           |
| Niet deelgenomen (blanco cel) |
| vetgedrukt (pole position)    |
| cursief (snelste ronde)       |